# Джон-стрит (Манхэттен)
Джон-стрит (англ. John Street) — улица в Нижнем Манхэттене, Нью-Йорк. Джон-стрит ограничивается Бродвеем и Саут-стрит. Параллельно улице к югу от неё проходят Мейден-Лейн и Платт-стрит, к северу — Фултон-стрит.
Своё название улица получила ещё во времена Нового Амстердама в честь местного зажиточного сапожника Джона Харпердинга (нидерл. John Harperding или Haberdinck). 7 декабря 1767 года на улице открылся театр, ставший первым постоянным театром в Нью-Йорке. В 1768 году по адресу Джон-стрит, 44 была возведена методистская церковь. В XIX веке она была перестроена на том же месте в георгианском стиле. К 1827 году Джон-стрит превратилась в престижную улицу, на которой располагались дорогие магазины и рестораны. В 1835 году Джон-стрит наряду со Стоун-стрит и другими улицами Нижнего Манхэттена была расширена. В том же году была засыпана бухта, находившаяся между Фронт- и Саут-стрит. В этом месте Джон-стрит несколько уширяется. Множество магазинов расположено на улице и поныне, а восточное её окончание проходит по историческому району Шермерхорн-Роу.

## Галерея

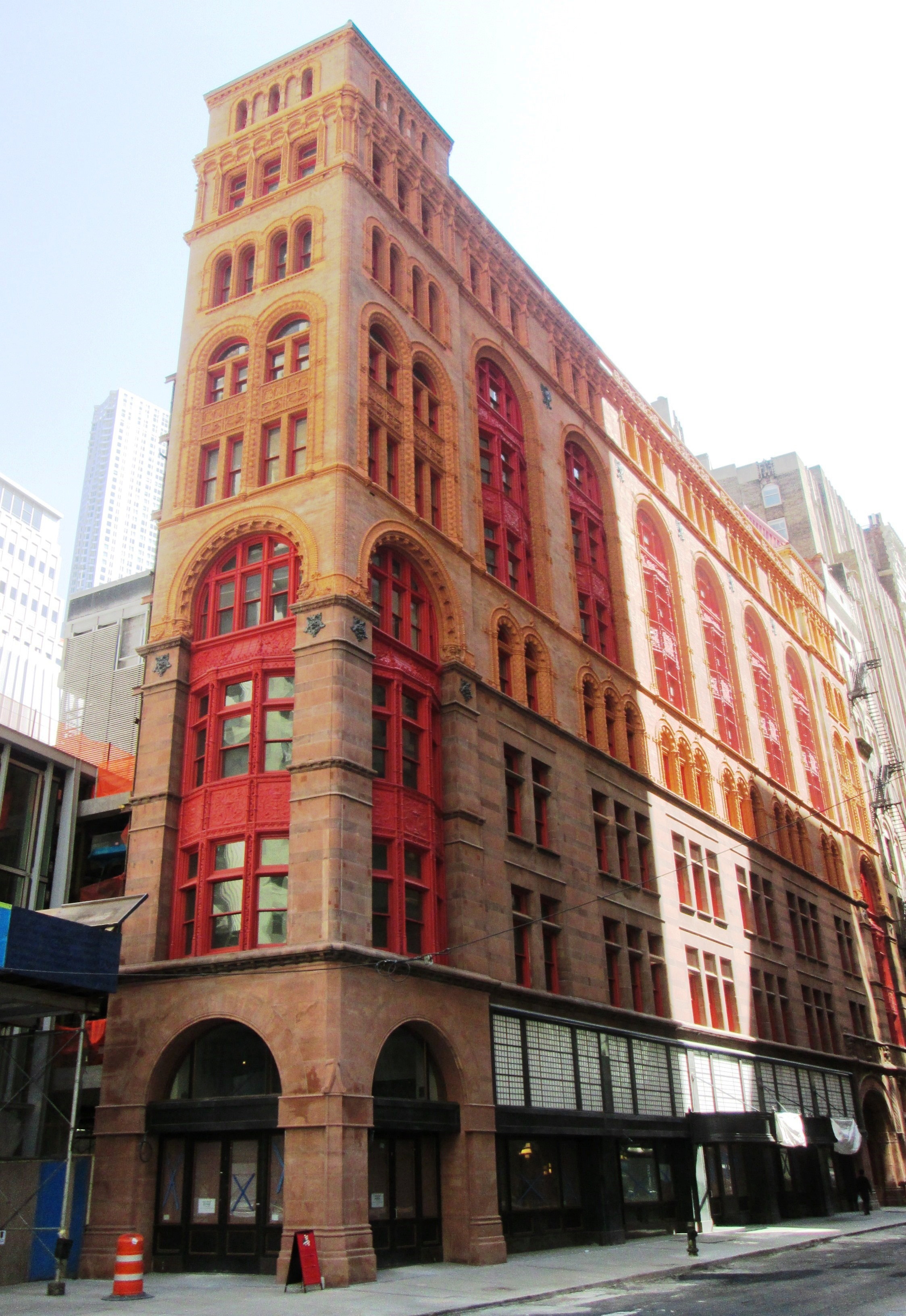
Корбин-Билдинг (Джон-стрит, 13) на пересечении с Бродвеем
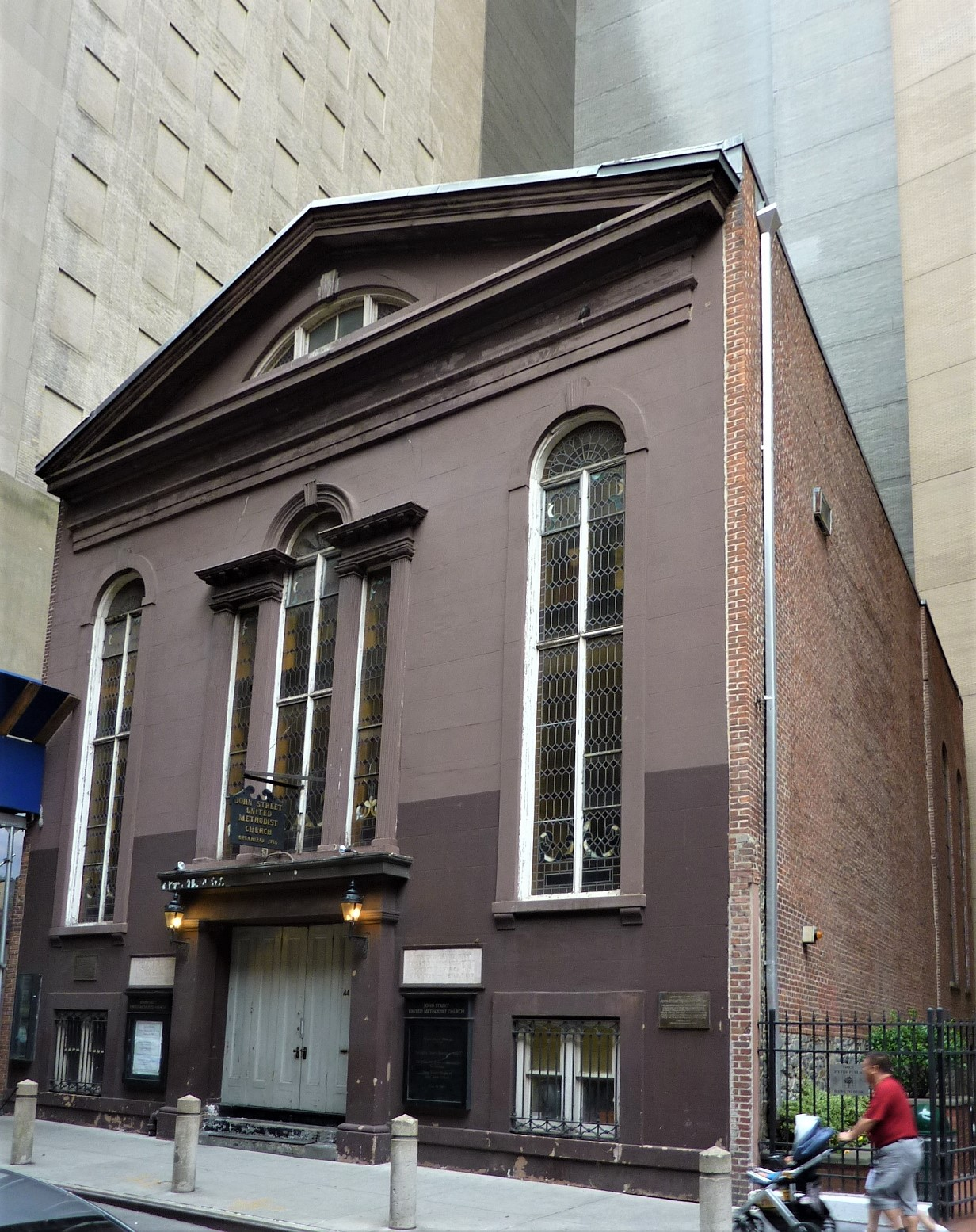
Методистская церковь (Джон-стрит, 44)